# Портной, Андрей Анатолиевич
Андрей Анатольевич Портной (4 июня 1960, Днепродзержинск, УССР, СССР) — советский и украинский тренер, заслуженный тренер Украины.

## Биография
В 1978 окончил Киевский спортивный интернат. В 1982 году, по окончании Киевского государственного института физической культуры, на протяжении пяти лет работал старшим тренером ДЮСШ Киевской области. В период с 1989 по 2003 возглавлял киевскую команду «Спартак», в 2003—2007 — был главным тренером македонской команды «Кометал» (Скопье). Находясь на должности тренера македонской команды, получил звание лучшего тренера 2004 и 2005 Македонии. После, на протяжении трёх лет тренировал запорожскую команду «Мотор». С 2009 по 2012 год работал главным тренером ГК «Динамо-Полтава».